# All'ombra delle maggioranze silenziose, ovvero la morte del sociale
All'ombra delle maggioranze silenziose, ovvero la morte del sociale (lingua francese: À l’ombre des majorités silencieuses ou la fin du social) è un trattato filosofico del 1978 di Jean Baudrillard, che analizza le masse e la loro relazione con il significato. Baudrillard loda le masse per la loro resistenza ai mass media e al “sociale”, per la loro “sfida diretta alla politica” e per “resistere vittoriosamente ai media deviando o assorbendo tutti i messaggi che producono senza rispondere ad essi".

## Storia
La prima edizione del libro fu pubblicata nel numero finale della rivista Les Cahiers d'Utopie nel 1978. Fu tradotto in inglese da Paul Foss, John Johnston e Paul Patton e pubblicato dalla casa editrice Foreign Agents di Semiotext(e) nel 1983. Una seconda edizione è stata pubblicata nel 2007.

## Idee principali
Negli anni ’70 riviste come Utopie, Noir et rouge, ICO, Socialisme ou Barbarie, Pouvoir ouvrier e poi i Situazionisti si opponevano incondizionatamente alla cultura ufficiale. Vedevano le masse ipnotizzate fino alla sottomissione da una "società dello spettacolo". Tuttavia Baudrillard interpretava la passività delle masse in modo diverso.
Il lavoro inizia con l'idea che il significato sia stato svalutato. "Per molto tempo il capitale non ha fatto altro che produrre beni; il consumo ha funzionato da solo... Oggi è necessario produrre consumatori, produrre domanda, e questa produzione è infinitamente più costosa di quella dei beni." Lo stesso vale per il significato. "Oggi tutto è cambiato; il significato non scarseggia più, ma viene prodotto ovunque, in quantità sempre crescenti; è la domanda che si indebolisce... Ovunque le masse sono incoraggiate a parlare... Sono esortate a vivere socialmente, elettoralmente, organizzativamente, sessualmente, nella partecipazione, nei festival, nella libertà di parola, ecc."
Il punto centrale del libro è che le masse rifiutano attivamente il significato. Si tratta di una rottura esplicita con la sociologia. Mentre la modernità lamenta l’ignoranza delle masse docili, Baudrillard sostiene che l’indifferenza delle masse agli eventi politici, alla storia, all’arte e alla cultura, è in realtà “una ritorsione collettiva” e “un rifiuto di partecipare agli ideali raccomandati, per quanto illuminati". Tutto ciò che le masse possono fare - e tutto ciò che faranno - è godersi lo spettacolo.
Poiché "la loro rappresentazione non è più possibile", le masse vengono sondate mediante inchieste, sondaggi e test. La politica è costretta a fare affidamento, come sostituto, sulle simulazioni del popolo. Le masse sono "fin troppo conformi ad ogni sollecitazione e con un conformismo iperreale che è la forma estrema della non-partecipazione". Come affermò Baudrillard in una successiva intervista: "Le persone infatti si difendono, hanno le loro difese e strategie offensive; ma questa volta, attraverso l’indifferenza".